# Moj svijet
Chansons représentant le Monténégro au Concours Eurovision de la chanson
Igranka
(2013) Adio
(2015)
Moj svijet (en français Mon monde) est la chanson représentant le Monténégro au Concours Eurovision de la chanson 2014. Elle est interprétée par Sergej Ćetković.

## Eurovision
Le diffuseur monténégrin RTCG annonce le 19 novembre 2013 qu'il sera représenté par Sergej Ćetković, sélectionné en interne. Sa chanson, intitulée Moj Svijet, est publiée le 9 mars 2014.
La chanson est d'abord présentée lors de la première demi-finale le mardi 6 mai 2014. La chanson est la quinzième et avant-dernière de la soirée, suivant Calm After the Storm interprétée par The Common Linnets pour les Monténégro et précédant Running interprétée par András Kállay-Saunders pour la Hongrie.
À la fin des votes, elle obtient 63 points et finit septième sur seize participants. Elle fait partie des dix premières chansons qualifiées pour la finale. C'est la première fois que le Monténégro sera présente à la finale du Concours Eurovision de la chanson.
Lors de la finale, la chanson est la huitième de la soirée, suivant Not Alone interprétée par Aram Mp3 pour l'Arménie et précédant My Słowianie interprétée par Donatan et Cleo pour la Pologne.
À la fin des votes, elle obtient 37 points et finit à la 19e place sur vingt-six participants.

### Points attribués au Monténégro lors de la première demi-finale
| 12 points           | 10 points           | 8 points  | 7 points      | 6 points              |
| ------------------- | ------------------- | --------- | ------------- | --------------------- |
| - Albanie           |                     | - Arménie | - France      | - Pays-Bas - Portugal |
| 5 points            | 4 points            | 3 points  | 2 points      | 1 point               |
| - Moldavie - Russie | - Espagne - Hongrie | - Suède   | - Azerbaïdjan | - Ukraine             |

### Points attribués au Monténégro lors de la finale
| 12 points             | 10 points | 8 points | 7 points   | 6 points  |
| --------------------- | --------- | -------- | ---------- | --------- |
| - Macédoine - Arménie |           |          | - Slovénie | - Albanie |
| 5 points              | 4 points  | 3 points | 2 points   | 1 point   |
|                       |           |          |            |           |